# ریاست عمومی امنیت ملی
ریاست عمومی امنیت ملی (به پشتو: د ملي امنیت لوی ریاست)
سرویس اطلاعات و امنیت ملی جمهوری اسلامی افغانستان بود.  دفتر مرکزی آن نهاد در کابل بود و در تمام ۳۴ استان افغانستان دفاتر میدانی و مراکز آموزشی داشت. این نهاد به امور اطلاعاتی و امنیتی می‌پرداخت و وظیفهٔ جمع‌آوری اطلاعات، حفاظت اطلاعات و فعالیت‌های ضداطلاعاتی و ضدتروریستی را در درون و بیرون از افغانستان بر عهده داشت. ریاست عمومی امنیت ملی بخشی از نیروهای امنیت ملی افغانستان بود.
(استخبارات) در افغانستان به‌شکل اداره فرد یا گروهی منسجم گردیده‌است. معمولاً فعالیت‌های استخباراتی مخفیانه بوده. دفتر استخبارات تا سدهٔ ۱۹ میلادی زیر نظر شاه و در سدهٔ ۲۰ میلادی در چوکات صدرات اعظمی فعالیت می‌نمود. این اداره شعبات در چوکات وزارت داخلهٔ اردو و صدرات باز نموده بدین ترتیب اقتصاد و امنیت ملی را حفاظت می‌نمود.

## تاریخچه

نشان خاد افغانستان ۱۹۸۷–۱۹۹۲.

دولت‌های افغانستان در طول تاریخ اداره و دفتر را به نام داروغه، هرکاره باشی، ضبط احوالات، استخبارات دولتی، اگسا، کام، خدمات اطلاعات دولتی، و امنیت دولتی داشتند. کارکنان این اداره را به نام مخبر، خفیه، راپورچی، احوال‌بر، خادیست یا امنیت می‌نامیدند. مردم از کارکنان این وظیفه ناخوش بوده و دوری می‌جستند. پادشاهان و حاکمان افغانستان فعالیت استخباراتی دولت را برای حفاظت پادشاهی خود استفاده می‌کردند. آن‌ها توسط این اداره مردم را تهدید؛ محبوس ویا به قتل رسانیده‌است. در دوره شاهی عبدالرحمن خان، نادرشاه، و نورمحمد ترکی استخبارات افغانستان مسئول قتل و زندانی کردن بسیاری از شهروندان افغانستان بود. به همین شکل در دوره سلطنت امیر حبیب‌الله خان خان تعداد از روشنفکران توسط استخبارات زندانی و تعدادی نیز به قتل رسیدند. تقریباً تمامی دولتهای گذشته ازین رویه استفاده نموده‌است. استخبارات افغانستان تا زمان صدرات داود خان زیاده بالای مخالفین داخلی فعالیت داشته سرویس‌های خارجی ضعیف داشتند. در زمان داود خان استخبارات افغانستان کار را بالای پاکستان آغاز نمود. در سال ۱۳۵۷ دولت وقت با همکاری اداره کاگب ریاست را به نام اگسا تأسیس نمود. ریاست اگسا در بخش خارجی و داخلی دفترهای را باز نمود. این اداره موجب قتل هزاران افغان سیاستمدار و غیر سیاسی گردیده کشور را خالی از شخصیت‌های اجتماعیی وسیاسی گردانید. در۱۶ سپتمبر ۱۳۵۸ اگسا به کام تبدیل شد. در ۶ جدی سال۱۳۵۸ کام به خاد تبدیل گردید که صرف برای حفاظت دولت بوده‌است. خاد در بخش باند گروپ‌های داخلی و دفع برنامه‌های خارجی فعالیت خودرا آغاز نمود. تشکیلات خاد وسعت پیدا نمود. سپس به وزارت امنیت دولتی تبدیل شد. وزارت امنیت توسط کورس‌های کوتاه مدت و طویل مدت توانست یک تعداد کدرهای حرفه‌ای تربیه نماید. این کدرها توانست گروپ‌ها و نمایندگی‌های مخفی در یک تعداد از کشورها تأسیس نماید. این وزارت در تشکیل خود ریاست اول، ریاست حوزه‌ها، ریاست چهارم (بخش اقتصاد) ریاست پنج (بخش عملیات اوپراتیفی)، ریاست ۶ ریاست ۷ (تعقیب)، ریاست۱۰ (کنترل کارکنان)، ریاست ۱۱ (مخابرات) ریاست ۱۲ (سرحدات) مدیریت ل ۴۵ (شفر) مدیریت ل۱۵ (نشرات) مدیریت «م شا» ریاست کدرو پرنونل ریاست اداری، ریاست تخنیک و ترانسپورت غند محافظ ۱۰۱، لوا ۱۰، غند اوپراتیفی ریاست ۵ و غیره را تأسیس نماید. علاوه بر (کا جی بی) سازمان اطلاعات یک تعداد کشورهای اروپای شرقی، عراق کوبا سوریه لیبیا وهند نیز در بعضی موارد با خاد افغانستان همکاری داشتند. این اداره با ۱۱حزب پاکستانی، حزب توده و مجاهدین خلق ایرانی همکاری بشر دوستانه داشت. وزارت امنیت بالاخره در سال ۱۳۷۲ منحل شد. علت منحل شدن آن سه چیزبود.

۱. عقب‌نشینی اتحاد شوروی از صحنه سیاست جهانی و مبارزه

۲. ناتوانی مالی به منظور مبارزه در برابر ۷–۱۲میلیارد دالر که از طرف ۷۵ کشور به مخالفین پرداخته می‌شد.

۳. ضعف درونی رهبران حزب خلق

## تعریف
خدمات اطلاعات دولتی یا فعالیت‌های جاسوسی: خدمات اطلاعات یک سازمان دولتی است که مسئول جمع‌آوری اخبار اطلاعات سری، افشا، کشف، تجزیه تحلیل و دفع می‌باشد. وظیفه این اداره بهره‌برداری از اطلاعات دفاع از امنیت ملی در حمایت و اجراآت قانونی، دفاع از اهداف سیاست خارجی دولت را گویند. ابزار جمع‌آوری اطلاعات آشکار و پنهان هستندکه شامل جاسوسی، راه‌گیری، ارتباطات، تعرض، از همکاری با نهادهای دیگر و در اثر ارزیابی از منابع عمومی دیگر می‌باشد. کشف تحلیل و تجزیه و دفع و تعرض از بخش فعالیت‌های مهم سرویس اطلاعات است.
به‌طور عموم سرویس استخباراتی بالای مسایل ذیل در یک کشور فعالیت می‌نمایند.

۱. سرویس اطلاعات امنیت ملی

۲. امنیت از سیاست‌های خارجی

۳. سرویس اطلاعات نظامی

۴. سرویس اطلاعات مخابراتی

۵. خدمات اطلاعات ضد تروریسم و مواد مخدر

۶. در بعضی کشورهای غربی غرض کنترل ارزها تکس وسایر موضوعات اقتصادی دفتر استخبارات باز نموده‌اند.

## وظایف
در طی سال‌های قبل از جنگ و سال‌های جنگ استخبارات افغانستان دارای چنین وظایف بوده‌است.

۱. فراهم نمودن تجزیه و تحلیل اطلاعات در مناطق مربوط به امنیت ملی.

۲. هشدار دهنده سریع قبل از بحران قریب‌الوقوع.

۳. حفاظت دولت ومردم از بحران‌های ملی و بین‌المللی و کمک نمودن دولت غرض تشخیص اهداف فعلی و آینده مخالفان.

۴. اطلاع دهنده برنامه‌ریزی دفاع ملی و عملیات نظامی.

۵. کشف و افشا عناصر مخرب به وطن مردم و دولت.

۶. محافظت‌کننده اسرار اطلاعات محرم خود و مخالفین را.

۷. مخفیانه عمل نمودن غرض اجرای منافع ملی و امنیت بین‌المللی.

۸. دفاع در برابر تلاش‌های دیگر سازمان‌های اطلاعاتی، و عمل کردهای مخربانه فردی و جمعی مخالفین.

۹. مبارزه در برابر تروریزم و قاچاق مواد مخدر و اسلحه

۱۰. جلوگیری از فعالیت‌های اقتصادی ممنوعه و حفاظت دارای عامه و بحران اقتصادی.

۱۱. جلوگیری از رشوت، فساد اداری و خود سری در ادارات دولتی.

## مسئولین قبل از ۱۳۵۷
| نمبر | سازمان            | رئیس             | شروع خدمت | ترک خدمت | تحت کنترل               |
| ---- | ----------------- | ---------------- | --------- | -------- | ----------------------- |
| ۰۱   | ریاست ضبط احوالات | ناظر سفر چترالی  | سال       | الی سال  | تحت اداره عبدالرحمن خان |
| ۰۲   | ریاست ضبط احوالات | میرعبدالعزیز     | سال       | الی سال  | تحت اداره شاه امان‌اله   |
| ۰۳   | ضبط احوالات       | مرزا شامحمد      | سال       | الی سال  | تحت اداره نادرخان شاه   |
| ۰۴   | ریاست ضبط احوالات | محمدرسول عسکرزوی | سال       | الی سال  | تحت اداره ظاهرشاه       |
| ۰۵   | مصونیت ملی        | محمدرسول عسکرزوی | سال       | الی سال  | تحت اداره داود خان      |

## مسئولین بعد از ۱۳۵۷
| نام سازمان                          | رئیس              | آغاز ریاست    | پایان ریاست    | گرایش سیاسی                 |
| ----------------------------------- | ----------------- | ------------- | -------------- | --------------------------- |
| اگسا و بعد خدمات اطلاعات دولت (خاد) | اسدالله سروری     | آوریل ۱۹۷۸    | سپتمبر ۱۹۷۹    | حزب دموکراتیک خلق افغانستان |
| خدمات اطلاعات دولت (خاد)            | اسداله امین       | سپتمبر ۱۹۷۹   | دسامبر ۱۹۷۹    | حزب دموکراتیک خلق افغانستان |
| خدمات اطلاعات دولت (خاد)            | محمد نجیب‌الله     | ۱۱ جنوری ۱۹۸۰ | ۲۱ نوامبر ۱۹۸۵ | حزب دموکراتیک خلق افغانستان |
| خدمات اطلاعات دولت (خاد)            | غلام فاروق یعقوبی | ۶ دسامبر ۱۹۸۵ | ۱۶ آوریل ۱۹۹۲  | حزب دموکراتیک خلق افغانستان |
| خدمات اطلاعات دولت (خاد)            | عثمان سلطانی      | ۱۶ آوریل ۱۹۹۲ | ۲۸ آوریل ۱۹۹۲  | حزب دموکراتیک خلق افغانستان |
| وزارت امنیت ملی                     | محمد قسیم فهیم    | آوریل ۱۹۹۲-   | دسامبر ۱۹۹۸    | جمعیت اسلامی افغانستان      |
| ریاست عمومی امنیت ملی               | محمد عارف سروری   | دسامبر ۱۹۹۸   | فوریه ۲۰۰۴     | جمعیت اسلامی افغانستان      |
| ریاست عمومی امنیت ملی               | امرالله صالح      | فوریه ۲۰۰۴    | جون ۲۰۱۰       | روند سبز افغانستان          |
| ریاست عمومی امنیت ملی               | ابراهیم سپین زاده | جون ۲۰۱۰      | ژوئیه ۲۰۱۰     | مستقل                       |
| ریاست عمومی امنیت ملی               | رحمت‌الله نبیل     | ژوئیه ۲۰۱۰    | سپتامبر۲۰۱۲    | مستقل                       |
| ریاست عمومی امنیت ملی               | اسدالله خالد      | سپتمبر۲۰۱۲    | دسامبر ۲۰۱۲    | تنظیم دعوت اسلامی افغانستان |
| ریاست عمومی امنیت ملی               | رحمت‌الله نبیل     | دسامبر ۲۰۱۲   | دسامبر ۲۰۱۵    | مستقل                       |
| ریاست عمومی امنیت ملی               | معصوم استانکزی    | دسامبر ۲۰۱۵   | سپتامبر ۲۰۱۹   | مستقل                       |
| ریاست عمومی امنیت ملی               | احمد ضیاّ سراج     | سپتامبر ۲۰۱۹  | آگست ۲۰۲۱      | مستقل                       |

## معلومات
معلومات یا اطلاعات (Information): فعالیت و عمل طرف مقابل که توسط شخص مورد نظر راپور داده شود معلومات گویند. اطلاع استخباراتی باید قابلیت عمل و کاربرد بعدی داشته باشد. بدست آوردن معلومات یکی از مهم‌ترین فعالیت استخبارات است. برای سرعت انتقال اطلاعات وسایل خیلی پیشرفته اختراع گردیده‌است که سرعت انتقال را کمتر از یک دقیقه ساخته‌است. غرض دقیق ساختن معلومات از شیوه‌های مخصوص استخباراتی کار گرفته می‌شود. معلومات غیر دقیق بعضاً حوادث ناهنجار را ببار آورده‌است.

### خصوصیت اطلاع
اطلاع کار آمد باید خصوصیات ذیل را دربرداشته باشد. (۵ عنصر تکمیل‌کننده اطلاع)
1. مربوطیت اطلاع
2. تکمیل بودن اطلاع
3. موثق بودن اطلاع
4. مهم بودن اطلاع
5. به وقت و زمان بودن

اگر یکی ازین‌ها کمبود باشد اطلاع ناقص است.
همچنان می‌توان از سوالات ذیل نیز استفاده به عمل اید:
1. چه وقت؟
2. چه کسی انجام می‌دهد؟
3. درکجا؟
4. چگونه؟
5. چرا؟
6. توسط چی؟
7. ذریعه چی؟

### ارزش اطلاع
یک اطلاع زمان بدرد استخبارات می‌خورد که نیاز به آن باشد، دقیق باشد، قابلیت عمل کرد داشته باشد، بموقع راپور داده شده باشد، کنترل شده باشد.

## کشف اطلاعات
کشف اطلاع توسط اجنت، خوشبینان دولت، وسایل و تکنولوژی، روش و عملکرد دشمن صورت می‌گیرد.
زمانیکه یک اطلاع دقیق و مهم در دسترس دولت قرار می‌گیرد اطلاع به مرجع مربوط رفته از هر لحاظ تحلیل و تجزیه می‌شود پس از آن وسیله دفاعیه آن آماده می‌گردد. در صورت که جنگ سرد باشد توسط تبلیغات ذریعه اجنت، رسانه‌ها، جراید، روز نامه، تلویزیون به گوش شنوندگان رسانیده می‌شود. در صورتی‌که جنگ گرم باشد بالای دشمن حمله و تعرض می‌گردد. در افغانستان پس از سال‌های ۱۳۶۵ الی ۱۳۷۱ کارکنان خاد فعالیت‌های دقیقتر را اجرا می‌نمودند. دلیل آن اندوختن تجارب زیاد در روش جنگ سرد و نصب افراد مسلکی در وظایف بود. درسال‌های ۱۳۶۷ وزارت امنیت افغانستان توانست شبکه‌های مخفی خویش را در کشورهای ایران، افغانستان، پاکستان، آلمان وآمریکا تأسیس نماید. این شبکه‌ها توسط گروپ کنترلر اداره و رهبری می‌گردید.

## برنامه‌های ملی اطلاعات
دولت به منظور خنثی ساختن برنامه‌های مخالفین خود برنامه‌های ملی را طرح می‌نماید. تا از زهر پاشی حرف و عمل دشمن قبلاً جلوگیری نماید. دولت از طریق رسانه‌ها و مدرسه‌ها بمردم طرزعمل کرد دشمن را افشا می‌کند تا مردم از نوع عملکرد دشمن باخبر باشند. دربسا حالات اجنت‌های دولتی خویش را به یک باند گروپ به شکل مستقیم ویا غیر مستقیم نزدیک ساخته توسط آن‌ها به شکل از اشکال پروژه‌های استخباراتی خودرا پیش می‌برد. هکذا بعضی از برنامه‌های استخباراتی خود را توسط مجاهدین پروتوکولی یا تسلیمی به پیش می‌برد. دولت دموکراتیک افغانستان در چند سال اول در برابر مخالفین خود از قتل و خشونت استفاده می‌نمود. بعداً معلوم گردید که اکثر مجاهدین اشخاص مظلوم فریب خورده بیسواد و نادان بوده آن‌ها صرف از خانه‌های مشروع خود دفاع می‌نماید. پس از آن دولت برنامه‌های آشتی ملی را تأسیس نمود قوانین مصونیت تسلیم شدگان و احزاب را ناشع نمود. به عوض قتل از نگاه داشت در زندان‌ها و ضعیف ساختن مخالفین کار می‌گرفت. درسال‌های پس از ۱۳۵۷هجری شمسی کشورهای غربی برنامه‌های ساختند که دولت افغانستان یک دولت کمونیستی وغیر مسلمان است. دولت غرض دفاع در برابر چنین تبلیغات برای ملا امامان رسمی معاش و کوپون مواد اولیه مقرر نمود. اعمار مساجد را شامل پلان سال ساخت. وزارت شون اسلامی را در چوکات دولت تأسیس نمود. همه روزه از طریق تلویزیون برنامه‌های اسلامی و دروس قرآن را منشتر می‌ساخت. مکاتب و دانشگاه علوم اسلامی را تأسیس نمود. از طریق فضا در مناطق تحت تسلط مخالفین برنامه‌های اسلامی خودرا پخش می‌نمود.

## برنامه‌های بین‌المللی اطلاعات

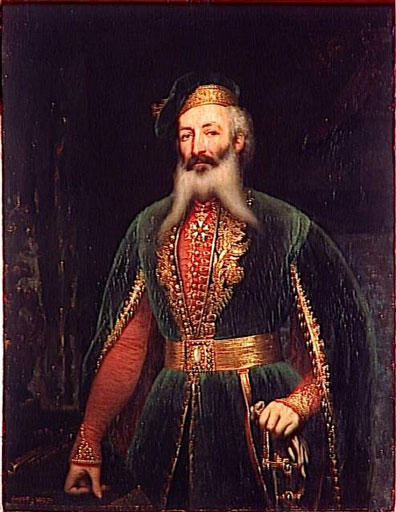
جان فرانسیس الارد جنرال ارشد رنجیت سنگ

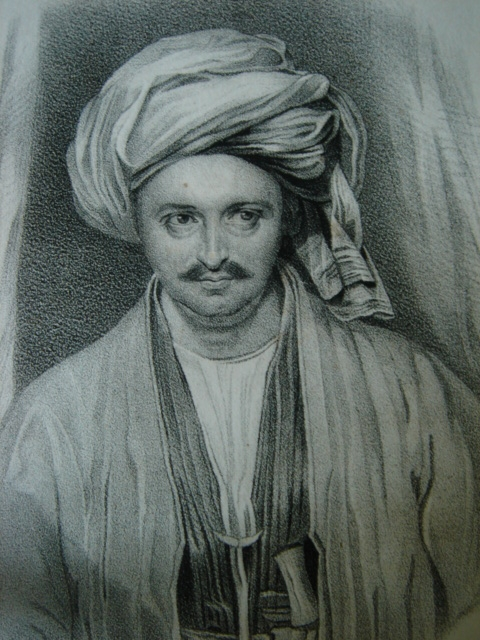
کپیتان الکساندربرنر مختریح طرح دو دیوار و کارکن مشهور استخبارات انگلیس در زمان رنجیت سنگ

خطرناکترین پروژه‌های استخباراتی پروژه‌های بین‌المللی می‌باشد بعضی از این پروژه‌ها مختص به یک کشور بوده بعضی از این پروژه‌ها چند کشور را در بر می‌گیرد. برنامه‌های استخباراتی بین‌المللی از خیلی‌ها قدیم توسط شاهان قدرت مند و امپراطوران طرح گردیده در مراحل اول با زور یا زر یک تعداد ملیتها یا شاهان را در تحت امر خود درآورده توسط آن‌ها سلطنت خودرا توسعه داده‌است. بعضاً شاهان غرض یافتن تسلط به دیگر مناطق اولاً مفکوره و نظریه خودرا در میان سایر کشورها پخش نموده سپس به سادگی بسیاری مناطق را تحت تسلط خود درمی‌آوردند. طراحان این پروژه‌ها اشخاص خیلی مجرب و نابغه می‌باشند. به گونه مثال سلطنت یونانیان، اعراب، بابرشاه مغلی، هوتکیان، احمدشاه درانی، و انگلیس‌ها در افغانستان می‌باشد. بابرشاه مغلی در سال ۱۵۰۴ از دست ازبک‌ها شکست می‌خورد با بیست نفراز همراهان خود عازم بدخشان می‌شود به فکر تسخیر هند می‌شود با حیله و نیرنگ تمام سربازان خان بدخشان را ازخود ساخته به کابل و قندهار حمله می‌کند کابل را طوری بدست می‌آورد که خون‌ریزی کم رخ می‌دهد. درسال۱۵۲۶ هند را به تدریج تسخیر نموده درسال۱۵۳۰او امپراتور هند و افغانستان بود.

### پروژه به انزوا نگهداشتن افغانستان
پروژه استخباراتی بریتانیا بود به منظور بدست آوردن هندوستان. این پروژه در سال ۱۷۹۳ در ایام سلطنت زمان‌شاه درانی توسط انگلیس‌ها طرح برای بار اول در حال اجرا قرار گرفت. انگلیس‌ها تصور نمودند تا زمانی‌که دولت درانی ضعیف و از بین نرود نمی‌تواند در تسخیر هند موفق گردد؛ زیرا دولت درانی در نیم از قاره هند مستقربود. در صورت تعرض به هند قوای افغانی بسرعت به کمک هندوستان می‌شتافتند. انگلیس‌ها در مرحله اول هندوها را علیه مسلمانان تحریک نمودند. هندی‌ها با همکاری انگلیس دولت قوی مراته را ساختن. دولت مراته در جنگ پانی پت با افغان‌ها تارومار شده انگلیس به بهانه مختلف قسمت‌های از هند را تسخیر نمودند. مرحله دوم انزوا ساختن افغانستان که را به نام «طرح دو دیواری» یاد می‌نمایند طرح نمودند. در پنجاب سیک‌ها را به سرداری رانجیت سینگ تقویه نمود. در غرب با دولت قاجاریان معاهده بست هر زمانی‌که افغان‌ها به کمک هند بشتافند دولت قاجار باید بالای هرات و قندهار حمله نمایند.
بدین ترتیب دولت استعماری الی مرگ رنجیت سنگ تا ساحه پنجاب و پس از مرگ رنجیت سنگ الی سال ۱۸۴۲ تمامی هندوستان را اشغال نمودند. سپس در همین سال ۱۸۴۲ بالای افغانستان لشکر کشی نمود. پس از آن در سال ۱۸۴۶ میلادی یا ۱۲۷۰ قمری در ایران بالای دولت ناصرالدین‌شاه قاجار حمله نمود. زمانی‌که افغانستان مصروف درگیری‌های با بریتانیا بود قاجاریان هرات، مشهد و بلوچستان را بدست آوردند. دولت انگلیسی‌ها الی اشغال کامل هند با دولت ایران خودرا دوست می‌گماشت زمانی‌که رنجیت سنگ مرد و هند کاملاً بتصرف آن‌ها درآمد، انگلیس‌ها همه جاها را دوباره از دولت قاجار بتصرف خویش درآورده سپس دولت ایران را مطیع خود ساخت. سپس انگلیس‌ها به منظور نگهداشت خاک‌های مستعمره خویش افغانستان را از بحر محروم ساخت. آن‌ها علیه افغان‌ها به چندین زبان کتاب‌های نوشت تا جهان را قانع سازد که مردم افغانستان وحشی و در کنترل انگلیس باشد. این یکی از پروژه‌های استخباراتی بین‌المللی بود که تا امروز افغان‌ها از شر این پروژه خلاص نیستند.
از پروژه‌های بزرگ قرن اخیر تجزیه مسلمانان یوگسلاوی از اتحادیه اروپا، تفاوق دالر و زبان آمریکایی در جهان، پروژه شکست و تجزیه شوروی، در کنترل درآوردن کشورهای اسلامی، رسیدن به حوزه انرژی خیز خزر می‌باشد.

### طرح توسعه حکومتها و مذاهب اسلامی در مناطق اسلام نشین
طراحان این پروژه عرب‌ها و بعضی ممالک غربی می‌باشد. بودیجه این پروژه را کشورهای عربی می‌پردازند. تطبیق‌کننده آن پاکستان می‌باشد. بدین لحاظ پاکستان در افغانستان طالبان، جندالله را در ایران، جماعت اسلامی و چندین تنظیم را در کشمیر، حزب اسلامی در ازبکستان حزب نهضت اسلامی در تاجیکستان، حزب التحریر در قرغزستان و حزب اسلامی در اویغورستان را بنا نموده توسط این گروپ‌ها فعالیت‌های سیاسی را علیه دولتانشان به پیش می‌برند. در سازماندهی این گروپ‌ها علاوه بر اعراب و بعضی کشورهای غربی نیز دست دارند. درتغیر دادن مذاهب کشورهای آسیا میانه کشورهای مانند سعودی ترکیه ایران و مذاهب مانند وهابی و کاتولیک از خود برنامه‌های خاص دارند. عربستان و پاکستان غرض تطبیق این پروژه نمی‌خواهد صلح همگانی در افغانستان بیاید ویک دولت قوی در افغانستان تأسیس شود؛ زیرا افغانستان یک دروازه ورودی به کشورهای آسیای میانه‌است.

## علل موفقیت و ناکامی در خدمات اطلاعات
علت ناکامی تطبیق برنامه‌های اطلاعاتی عوال ذیل شامل‌اند.
1. پلان از یک مرجع برآمده به چندین مراحل تقسیم شوند. برای هرکدام آن وقت تعین شود. در صورت عدم چنین ناکام اند
2. خیانت کارمندان در نیمه راه
3. مطلع شدن دشمن از برنامه استخباراتی مقابل
4. اشتباه در فعالیت اجنت‌ها
5. ننمودن طرح دقیق و سنجش شده صد درصد
6. تغیر سیاست‌مداران در قدرت کشور
7. نداشتن پشتیبان بین‌المللی
8. به قوانین جنگ بشری اعیار نباشد ناکام است.
9. نداشتن رو پوپش پلان. شکل ظاهری پلان از اصل صد درصد تفاوت داشته باشد.

- ۱۰ عدم بودجه

## روپوش برنامه‌های استخباراتی در افغانستان
یک برنامه سیاسی استخبارات در چند مراحل و شاخه‌ها تقسیم می‌شود که برای هرکدام آن نام و وقت داده می‌شود. تا زمانی‌که مرحله اول به موفقیت نرسد مرحله دوم به نزدیکترین کارکن افشا نمی‌شود؛ ولی به منظور فریب دشمن و اذهان عامه رو پوش را می‌سازند که همه بدانند که به نفع آن‌ها است. موضوع ذریعه مثال واضع می‌گردد. پس از۱۲ ساعت از کودتا ۷ ثور سال ۱۳۵۷ در افغانستان میان مردم تبلیغ گردید که داودخان زمانی‌که به سعودی رفت سعودی چک سفید را به داود خان دادگفت بنویس ولی روابط خودرا با روس‌ها قطع کن. محمد خان جلالر وزیر تجارت عضو کا جی بی که از مهاجرین خوقند بود موضوع را با دولت روس اطلاع داده و روس‌ها پلان کودتا را ترتیب نموده به حزب دموکراتیک خلق افغانستان داد. بدین لحاظ غرض برانداختن انگیزه و تحریک اجرای کودتا که چگونه آغاز گردد میر علی اکبرخیبر معاون ببرک کارمل را که مانع وحدت می‌شد ترور نمود تا کودتا را قبل از اینکه داود خان برای بار دوم به سعودی رود به سر رسانند. این یک حرفی است که همه قبول می‌نمودند در قبول نمودن آن جای شک دیده نمی‌شد. بر خلاف تصور افغان‌ها جنین حرف واقعیت نداشت. در سال ۱۳۸۵ گلبدین حکمتیار دریک مصاحبه خود اعلان داشت که میر علی اکبرخیبر توسط افراد او ترور شده بود از او سؤال نمودند که چرا به وقتش این حرف را نگفتی گفت لازم نبود. نورمحمد ترکی در بیانات خود می‌گفت ما انقلاب را کردیم که دوستان و دشمنان ما به حیرت ماندند، یعنی بدون شوروی انقلاب کردیم. این حرف را هیچ‌کس باور نمی‌کرد ومن هم باور نداشتم چند نفر محدود می‌گفتند بگذار آخر این انقلاب چه خواهد بود. پس از تجزیه شوروی کسانیکه مخالف دولت شوروی بودند یا اشخاص مقتدر دردوره دولت شوروی بودند به صراحت گفتند که ما از کودتا ترکی بی‌خبر بودیم اگر وقت خبر می‌شدیم جلو آن را می‌گرفتیم زیرا می‌دانستیم برای ما درد سر جور خواهد شد. پس از سال‌های طولانی دانستیم که دستان غربی‌ها بخاطر شکست شوروی در کودتا شامل بوده‌است. آن‌ها هرنوع شرایط را برای اجرا یک کودتا از طرف احزاب نزدیک به شوروی باز گذاشته بودند. به ویژه کتاب تلک خرس نوشته جنرال اختر پاکستانی همه را به حیرت گذاشت که در پشت پرده در افغانستان چه می‌گذشته‌است. باوجودی که ظاهر شاه دوست آمریکا بود آمریکا نخواست افغانستان را مجهز به سلاح آمریکایی نماید برخلاف دو کشور همسایه یعنی ایران و پاکستان را مجهز به سلاح آمریکایی ساخت؛ و این یک سند بزرگ برای تثبیت موقعیت جنگ ابرقدرت‌ها بود. مثال دیگر قضیه حمله فتحعلی شاه قاجار به افغانستان است که توسط انگلیس‌ها طرح شده بود. انگلیس‌ها به منظور جلوگیری از حمله افغانستان به هند از فتحعلی شاه قاجار استفاده نمود. استخبارات پاکستان برای چندین سال بن لادن را در نزد خود داشته به نام بن لادن خود عمل می‌نمود. در تشکیل طالبان سعودی، یمن، کویت، پاکستان، ترکمنستان، و کمپنی یونوکال دست داشت. طالبان به منظور چندین مقاصد سیاسی تأسیس شده‌است؛ ولی برای طالب ساده گفته شده که طالبان یک دولت سچه اسلامی را در جهان اعمار می‌نماید.

## سازمان‌های اطلاعاتی که برای افغانستان مهم‌تر می‌باشد

### سیا
سازمان اطلاعاتی خارجی آمریکا را به نام سی آی ای و داخلی را به نام اف‌بی‌آی یاد می‌نمایند. سازمان سی - آی – ای در سال ۱۹۴۷ تأسیس شد؛ و مؤسس آن شخصی به نام آلن دالس می‌باشد. سی آی ای علاوه بر موفقیت‌ها ناکامی‌های نیز داشته‌است.

### اف، اس، بی
FSB (روسی: ФСБ): Федеральная служба безопасности). آژانسِ اصلیِ امنیتی فدراسیون روسیه و جانشینِ اصلیِ کمیته امنیت کشور در اتحاد جماهیر شوروی سوسیالیستی (کاگ‌ب) است. مسئولیت اصلی آن در داخل کشور عبارتند از ضداطلاعات، امنیت داخلی و مرزی، مبارزه با تروریسم و همچنین بررسی برخی از انواع دیگر از جنایت‌های بزرگ است.

### MSS
وزارت امنیت ملی چین: نهاد امنیتی جمهوری خلق چین است. این سازمان در داخل و خارج فعالیت دارد. فعلاً کارمندان آن در اکثر کشورهای جهان در حال فعالیت می‌باشند. در سال ۱۹۴۹ تأسیس گردید.

### هند
کشور هندوستان دارای ۱۳ اداره بزرگ خدمات استخباراتی هستند. و به‌طور عموم اطلاعات خارجی هند به نام (Research and Analysis Wing) مخفف (RAW) و اطلاعات داخلی هند را به نام Intelligence Bureau یاد می‌نمایند.

### پاکستان
پاکستان دارای چهار سرویس استخباراتی می‌باشند. از جمله آی ایس آی (ISI) در پخش خارجی و اف آی ای (FIA) در بخش داخلی فعالیت دارند. سازمان استخباراتی نظامی پاکستان به نام (M.I)و سرویس داخلی محلی را به نام (Intelligence Bureau -IB)یاد می‌نمایند. مرکز تمام دفاتر آن در اسلام‌آباد می‌باشد.

### ایران
وزارت اطلاعات جمهوری اسلامی ایران به اختصار «واجا». این وزارت دارای ۳۰هزار کارکن و اجنت می‌باشند. این وزارت در بخش داخلی و خارجی فعالیت می‌نماید. اعضای این وزارتخانه در ادبیات رسانه‌ای ایران با لقب «سربازان گمنام امام زمان روحی له الفداء» شناخته می‌شوند.

### ازبکستان
خدمات امنیت ملی یا ≪اس این ؤی≫SNB به روسی СНБ. اس ان بی وظیفه استخباراتی داخلی وخارجی را به پیش می‌برد. فعالیت‌های داخلی این اداره با پولیس یکجا می‌باشد. این اداره تحت فرمان کریم اوف به پیش برده می‌شود. اس ان بی یکی از پرخشونت‌ترین اداره در برابر مجرمان می‌باشد.

### انگلیس
سرویس اطلاعات مخفی بریتانیا (SIS)، که معمولاً به نام MI6 شناخته می‌شود یعنی (اطلاعات نظامی بخش ۶). وظیفه این اداره حفظ و نگهداشت شاه و اطلاعات خارجی می‌باشد. در کنار این اداره کمیته‌های اطلاعات مشترک ا(JIC)، سرویس امنیت داخلی (MI5)، ستاد ارتباطات دولت (GCHQ)، دفاع از اطلاعات (DI) می‌باشد که هرکدام وظایف خاص دارند.

## مقاله‌های ویکی‌پدیا انگلیسی که با این نوشتار رابطه دارند
- List of intelligence agencies
- Intelligence agency
- List of defunct intelligence agencies
- List of Indian intelligence agencies